# Pape Omar Fayé
Pape Omar Fayé (* 1. Januar 1987 in Louga) ist ein senegalesischer ehemaliger Fussballspieler.

## Karriere
Der torgefährliche Stürmer stand zunächst bei den Vereinen CSS Richard-Toll (Senegal) und Cotonsport Garoua (Kamerun) unter Vertrag. Im Jahr 2005 unterschrieb Fayé beim damaligen Axpo-Super-League-Club FC Thun, wo er während einer Spielzeit eingesetzt wurde. Für die Saison 2006/07 wechselte der junge Senegalese vorübergehend für ein Jahr zum FC Vaduz. Beim liechtensteinischen Verein erzielte er zwölf Tore in 33 Ligaspiel-Einsätzen und bestritt vier UEFA-Cup-Qualifikationsspiele (2 Tore).
2007 kehrte der U-21-Nationalspieler aus Senegal ins Berner Oberland zurück. Mit den Thunern stieg er am Ende der für den Verein schwierigen Saison 2007/08 in die Challenge League ab. Der Stürmer, der bis dahin sowohl bei den Verantwortlichen, der Mannschaft, als auch den Fans sehr beliebt war, blieb ein fester Bestandteil des Teams.
In der Vorrunde der Saison 2009/10 erzielte er für den FC Thun in der Challenge League genauso viele Tore wie in den gesamten vergangenen vier Jahren zuvor und führte die Topskorerliste der Liga an, bevor er im November wegen Verwicklungen in einen Wettbetrug vom Verein suspendiert wurde. Die Untersuchungsbehörden erachteten nicht nur eine Schuld von Fayé als erwiesen – er selbst hatte ausgepackt. Im Mai 2010 wurde das Strafmass bekannt gegeben. Pape Omar Fayé (dessen Vertrag mit dem FC Thun in der Zwischenzeit aufgelöst worden war) wurde genauso wie drei ehemalige Spieler des FC Gossau auf unbestimmte Zeit, aber mindestens für drei Jahre gesperrt.
Der Berner Oberländer Verein wurde in dieser Saison Challenge-League-Meister und stieg in die Axpo Super League auf. Im Januar 2011 schloss sich Faye dem vietnamesischen V-League-Team Lam Sơn Thanh Hóa FC an. Im November beantragte der Schweizer Fußballverband eine weltweite Spielsperre von Fayé, diese am 24. November 2011 bestätigt wurde. Nach der Verhängung der weltweiten Spielsperre lebte er im senegalesischen Louga. Fayé wurde nach viereinhalb Jahren Sperre begnadigt und kehrte daraufhin zu seinem ehemaligen vietnamesischen Verein ASC Diaraf zurück. Mitte 2015 ging er wieder nach Vietnam, wo er sich seinem ehemaligen Klub FC Thanh Hóa anschloss. Hier stand er bis Ende 2018 unter Vertrag. Mit dem Verein feierte er 2018 die Vizemeisterschaft. Anfang 2019 wechselte er zum Ligakonkurrenten Hà Nội FC nach Hanoi. 2019 wurde er mit Hanoi Meister und Pokalsieger. 2019 und 2020 gewann er mit dem Verein den Supercup. Mit 15 Toren wurde er 2019 gemeinsam mit dem Brasilianer Bruno Cantanhede Torschützenkönig der Liga. Ende 2020 unterschrieb er einen Vertrag beim ebenfalls in der ersten Liga spielenden Becamex Bình Dương.

## Erfolge
FC Thun
- Challenge League

Meister: 2009/10
Hà Nội FC
- V.League 1

Meister: 2019
- Vietnamese Cup

Sieger: 2019
- Vietnamesischer Supercup

Sieger: 2019, 2020
FC Thanh Hóa
- Vietnamese Cup

2. Platz: 2018
- V.League 1

Vizemeister: 2018

## Auszeichnungen
V. League 1
- Torschützenkönig: 2019